# Millennium Tower (Wien)
För andra betydelser, se Millennium (olika betydelser).
Millennium Tower är en skyskrapa i Wien, Österrike. Skyskrapan är ritad av Gustav Peichl, Boris Podrecca och Rudolf Weber och stod färdig 1999.